# Hajléktalanság
A hajléktalanság olyan életkörülmény, melyben az embernek nincsen állandó, megfelelő minőségű és biztonságos lakhelye. A hajléktalan emberek nem rendelkeznek kellő kapcsolati tőkével vagy jövedelemmel, amely átsegítené őket a lakhatási problémákon. Ennek hiányában nehezebben jutnak állandó jövedelmet biztosító munkahelyhez, nehezebben jutnak lakhatási lehetőséghez, élelmiszerhez, ruházathoz és mindazokhoz a javakhoz, amelyek az egyszerű túléléshez szükségesek egy mai ember számára.
Magyarországon többszöri, alkotmányellenesnek ítélt kísérlet után, 2018-ban szabálysértéssé nyilvánították a közterületi hajléktalanságot. Budapesten télen, a krízisidőszakban melegedők állnak rendelkezésre a hajléktalan emberek számára, ahol álláskeresés céljából és lakhatási ügyben internet és számítógép használatával is segítik őket. Bár pontos adatok nem hozzáférhetők, becslések szerint háromszor annyi hajléktalan ember él az országban, mint amennyi férőhely van a menhelyeken.

## Meghatározás
A hajléktalanságnak nincs általánosan elfogadott meghatározása: a jogi definíció országonként egyedi, az elméleti megközelítés pedig az idők során változik. A FEANTSA (Nemzeti Hajléktalanellátó Szervezetek Európai Szövetsége) meghatározása szerint négy fő életkörülmény nevezhető hajléktalanságnak: 
- 1. fedél nélküliség (bármiféle menedék nélkül, utcán alvás)
- 2. lakástalanság  (csak átmeneti alvóhellyel rendelkeznek, például intézményben vagy menhelyen)
- 3. bizonytalan lakhatás (bizonytalan bérleti körülmények, kilakoltatás vagy családon belüli erőszak által veszélyeztetettek)
- 4. nem megfelelő lakhatás (kunyhóban vagy illegális kempingben, nem biztonságos lakásban, rendkívül túlzsúfolt helyen élők)

## A hajléktalanellátó rendszer
A hajléktalanellátó rendszer feladata a hajléktalanok felkutatása, ellátása, fejlesztése, az önálló életvitelhez szükséges képességek helyreállítása, habilitáció, rehabilitáció.

### A hajléktalanellátó rendszer elemei
Nem a törvényi szabályozás, hanem a gyakorlat szerint:
- Utcai szociális munka: feladata az utcán élő hajléktalanok segítése, az ismeretlen hajléktalanok felderítése, a fizikai szükségletek kielégítése (élelmiszer, ruha, tisztálkodószerek, takarók, gyógyszer), alapvető ügyintézés (iratok pótlása, jövedelem szerzése, szociális ellátásokhoz való hozzájutás szervezése), információs segítségnyújtás (jogok, szociális ellátások, egyéb információk), majd lehetőség szerint szakellátásba továbbítás.
- Krízisvonal: regionális diszpécserszolgálatok segítik a krízishelyzetbe került, hajléktalan, vagy hajléktalansággal veszélyeztetett személyeket, családokat.
- Népkonyha: feladata napi egyszeri étkezési lehetőség biztosítása azok számára, akik más módon az étkezésüket megoldani nem tudják.
- Nappali melegedő: feladata a hajléktalanok napközbeni tartózkodási lehetőség, tisztálkodási lehetőség, postai cím, csomagmegőrzés biztosítása, általában olyan szolgáltatások biztosítása, amelyek a lakhatási lehetőség hiánya miatt a hajléktalan személy számára nem elérhetőek.
- Szociális Információs Szolgálat: feladata a hajléktalanok ügyintézésének támogatása, iratpótlás.
- Éjjeli menedékhely: feladata szállás és kiegészítő szolgáltatások biztosítása egy éjszakára. Éjszakáról éjszakára igénybe vehető, az időtartam korlátozása nélkül.
- Átmeneti szállás: feladata szállás és kiegészítő szolgáltatások biztosítása meghatározott időtartamra (általában 3 hó és 2 év között).
- Hajléktalanok rehabilitációs intézménye: feladata a hajléktalan személyek rehabilitációja, az önálló életvitelhez szükséges képességek kialakítása.
- Hajléktalanok otthona: hajléktalanoknak tartós szállást nyújtó intézmény, amelynek feladata az átmeneti szálláshelyen egészségi állapota, vagy kora miatt nem gondozható hajléktalanok ellátása, ápolása, gondozása.

## Hatóságok és a hajléktalanság
A magyar országgyűlás 2011-ben törvényt hozott a közterületen való életvitelszerű tartózkodás büntetéséről. A törvény számos vitát váltott ki Magyarországon és külföldön egyaránt, míg végül az Alkotmánybíróság érvénytelenítette. A vita azonban nem ért véget, önkormányzatok más eszközökkel próbálták tiltani az utcán történő lakást. Bizonyos médiatermékek a propaganda eszközével fokozzák a létbizonytalanság fenyegetettségétől eleve tartó közhangulat szegényellenes meggyőződését.

## A hajléktalanság története Magyarországon

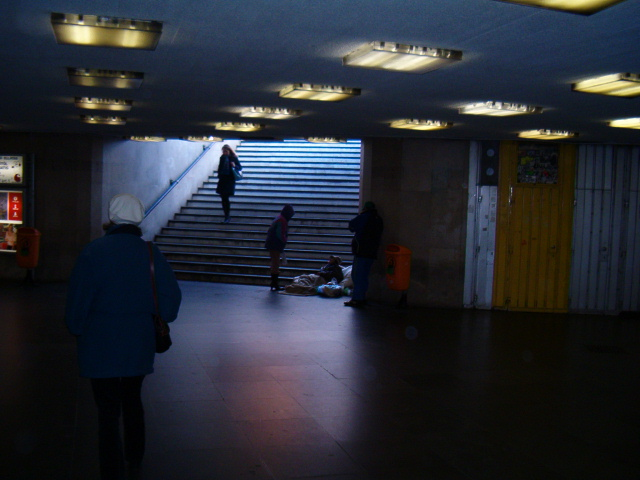
Hajléktalan emberek a budapesti Deák téri aluljáróban.

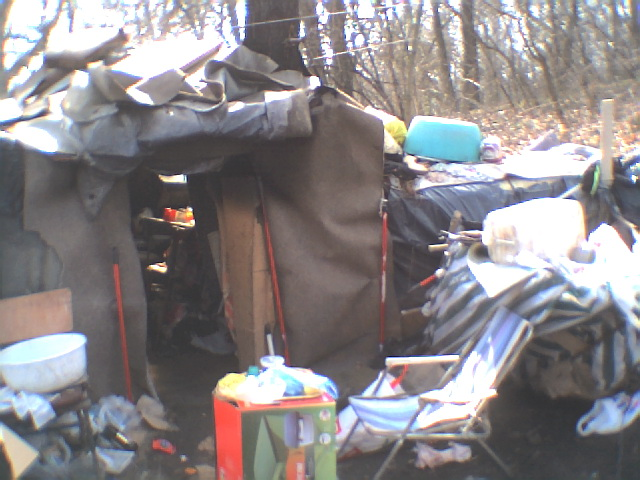
Hajléktalan emberek sajátkezű lakhelye, „héder” Miskolcon

### Hajléktalanok Menhelye Egylet
A századfordulóra (1876) létrehozták a Hajléktalanok Menhelye Egyletet menhelyek alapítása és fenntartása céljából.

### A századfordulót követő időszak
Az első világháború után a lakáshelyzet tovább súlyosbodott. Az Trianoni békeszerződés következtében elcsatolt országrészekről tömegesen vándoroltak a főváros felé. Emellett tovább nőtt a munkanélküliség, csökkentek a reálbérek, amin a Bethlen-kormány angol hitelből finanszírozott konszolidációja segített. A nagyobb városokban ekkoriban épültek az első komolyabb lakótelepek a gyárakban dolgozó munkások számára. Az 1929-es gazdasági válságból történő kilábalást pedig a Horthy-rendszer közeledése gyorsította a fasizálódó Németország felé. A jövedelmi státuszok ekkoriban a maihoz hasonló kimagasló különbségeket értek el.

### A második világháború után
A második világháború után a szétbombázott hajléktalanellátó intézményeket is elkezdték rendbe hozni, de ez rövid ideig tartott. Az 1950-es évektől ugyanis megváltozott a hivatalos ideológia, a hajléktalan kifejezés megszűnt jogi kategória lenni. A menhelyek és szükséglakások helyett az állami bérlakások rendszere jött létre. Az új paradigma értelmében sem szegénység, sem hajléktalanság nem létezett többé.
Az idült lakásínséget az 1956-os forradalom megtorlását követő konszolidáció elejétől, az 1960-as évektől az 1980-as évek végéig tömegesen épülő lakótelepekkel igyekezett a Kádár-korszak életszínvonal-nővelő szociálpolitikája enyhíteni. A Központi Statisztikai Hivatal 1962 óta végez kutatásokat, azóta vannak pontosabb információink a magyarországi helyzetről. Az 1968-as gazdasági reformot követően az olajválság begyűrűzésének kezdetéig, 1978-ig évente nőtt a reálbér, azután csökkenésnek indult, ezért mindazok a háztartások, amelyek elsősorban bérből éltek, nehezedő anyagi körülmények közé kerültek. Az egy főre jutó reáljövedelem növekedése azonban lelassult, 1982-től stagnált, majd 1990-től csökkenést mutatott. Ez a folyamat eredményezte  a létminimum alatti kategória növekedését. A jövedelmi különbségek ismét növekedtek, emelkedett a „gazdagodás” mértéke, ezzel arányosan fokozódott az alsóbb társadalmi osztályok lecsúszása. A korabeli teljes foglalkoztatottságban tabunak számított a szegénység. Az 1980-as évek végén jelent meg az addig jóformán ismeretlen munkanélküliség és hajléktalanság. 1985-ben vált szociális rászorultság alapúvá az addigi alanyi jogon járó bérlakás-kiutalás.

### Az 1990-es évektől napjainkig
A kapitalista rendszerváltás körüli időszak sajátos szociálpolitikai problémahalmazának komoly kortüneteként jelent meg ismét hazánkban a rohamosan növekvő mértékű hajléktalanság és ennek közbeszédben történő tudatosodása. 1989 után közel 1 millió munkahely szűnt meg, amely tömeges elszegényedéshez vezetett. Robbanásszerűen nőttek a szociális és társadalmi különbségek.
„Aki szegény, az a legszegényebb” – írta egykor József Attila, s talán nem is gondolta – vagy éppen zsenialitásánál fogva nagyon is ráérzett –, hogy tömör, nem is annyira lírai, mint inkább életszerű megfogalmazása milyen időtálló és örök érvényű lesz. A szegénység története „csak” folytatódik – s nem most kezdődik – napjaink Magyarországán.
Hajléktalan az 1993. évi III. törvény (Szociális törvény) alapján:
- ellátási szemléletű meghatározás: hajléktalan az, aki éjszakáit közterületen vagy nem lakás céljára szolgáló helyiségben tölti.
- igazgatási szemléletű meghatározás: hajléktalan az, aki bejelentett lakcímmel nem rendelkezik, kivéve, ha bejelentett lakcíme a hajléktalanszállás.

A rendszerváltás során lezajlott gazdasági átalakulás, a Bokros-csomag 1995-től bevezetett megszorító intézkedései, a 2008-as pénzügyi válság, majd a 2010-es években bevezetett, elsősorban a felsőbb osztályokat támogató - Ferge Zsuzsa szociológus elnevezése nyomán - "perverz" újraelosztási rendszer miatt rendkívül szélesre nyílt a jövedelmi olló. Ez az állami szociális- és egészségügyi ellátórendszer fokozatos leépülésével párhuzamosan rendkívül lecsökkentette a társadalmi mobilizációt a mélyszegénységben élő, a lakhatási és megélhetési nélkülözésük mellett gyakran fogyatékkal élő, illetve tartós betegséggel küzdő rétegek számára.
A pénzügyi válság kirobbanását követően a kormány kénytelen volt jelentős megszorító intézkedések (például: nyugdíjkorhatár emelése, táppénz csökkentése, lakástámogatási rendszer felfüggesztése, gázár és távfűtés támogatás csökkentése, ÁFA emelkedés) meghozatalára, mely összességében a szegénységben, illetve mélyszegénységben élőket sújtja. A magyar parlament 2011-ben törvényt  hozott a közterületen való életvitelszerű tartózkodás büntetéséről. A törvény számos vitát váltott ki Magyarországon és külföldön egyaránt, míg végül az Alkotmánybíróság érvénytelenítette. A vita azonban napjainkig sem ért véget, az önkormányzatok más eszközökkel próbálják tiltani az utcán történő életvitelszerű tartózkodást.
Becslések alapján Magyarországon legalább 50 ezer ember "effektív hajléktalan".

### Gazdasági kockázati rizikók és életkörülmények
A magyar népesség harmada számít szegénynek, több mint tizede leszakadt a társadalomról, kirekesztettségben él. Veszélyeztetettek a munkanélküliek, a feketemunkából élők (hisz ők, nyugdíj nélkül vagy alacsony nyugdíjjal fognak megöregedni), gyermekes/sokgyermekes családok, nyugdíjasok, tartós betegségben, illetve fogyatékossággal élők és az LMBTQ közösség tagjai, különösen a transznemű emberek egy része. Az önálló lakhatással nem rendelkező emberek között számottevően magas az aluliskolázott és a roma emberek aránya. A 40 évnél fiatalabb lakhatási szegénységben élő emberek fele 18 éves korában, az állami gondozásból kilépve kerül az utcára. A hajléktalanságba kényszerült nők közül sokan a prostitúció világából jutottak még nehezebb körülmények közé. A kiszolgáltatottságuk a szexizmus és a testi funkcióik tabusítása miatt fokozottabb. A mobilisabb fiatalok egy része a külföldi ellátórendszerbe vándorol. Rendszeres havi jövedelemmel csak a nyugdíjszerű ellátást kapó vagy a közfoglalkoztatásban dolgozók rendelkeznek. A hajléktalanok 40 százaléka 60 év fölötti, akik közül sokan a rendszerváltás idején csődbe ment állami nagyvállalatok munkásszállóin éltek. Többségük átmeneti szállókon vagy éjjeli menedékhelyeken húzza meg magát. Közülük rengetegen küzdenek a leromlott fizikai és mentális egészségi állapotukkal.
Tömeges az alkoholizmus és mellette az elmúlt években megjelent az egyéb, könnyen hozzáférhető addiktív pszichoaktív szerek (például a designerdrogok) használata. Ok-okozat szempontjából a két tényező felcserélhető és szorosan korrelál egymással. (A visszakapaszkodás reménytelensége miatt az alkoholba menekülnek vagy a függőség miatt veszítik el a lakhatásukat.) Egy, a Budapesti Módszertani Szociális Központ és Intézményei addiktológiai hálózatának online műhelyén 2007-ben megjelent tanulmány egyenesen így fogalmaz: „A hajléktalanok rehabilitációjának legnagyobb akadálya az alkoholizmus.” A helyi betegeknek körülbelül 54%-át minősítette alkoholfüggőnek.

## Országok alapján
Nem teljes lista hajléktalanokról, országok alapjánː
| Ország                  | Hajléktalan emberek száma | A forrás éve | A lakosság százaléka |
| ----------------------- | ------------------------- | ------------ | -------------------- |
| Bosznia-Hercegovina     | 143 000                   | 2010         | 3,73%                |
| Egyiptom                |                           | 2013         | 18,28%               |
| Németország             | 860 000                   | 2016         | 1,04%                |
| Guatemala               | 475 000                   | 2012         | 3,15%                |
| Guinea                  |                           | 2012         | 68,5%                |
| Honduras                | 1 000 000                 | 2013         | 12,35%               |
| Elefántcsontpart        |                           | 2014         | 68%                  |
| Nigéria                 | 24 400 000                | 2007         | 16,58%               |
| Peru                    |                           | 2011         | 5,6%                 |
| Oroszország             | 5 000 000                 | 2014         | 3,4%                 |
| Dél-afrikai Köztársaság | 7 000 000                 | 2007         | 14,31%               |
| Togo                    | 100 000                   | 1999         | 2,11%                |
| Uganda                  | 500 000                   | 2014         | 1,43%                |
| Ukrajna                 | 1 000 000                 | 2015         | 2,35%                |
| Egyesült Királyság      | 307 000                   | 2016         | 0,46%                |
| Egyesült Államok        | 554 000                   | 2017         | 0,17%                |
| Venezuela               | 2 000 000                 | 2012         | 6,68%                |
| Zimbabwe                | 1 200 000                 | 2013         | 8,48%                |

## Híres hajléktalan emberek
Egykori híres hajléktalan emberek:
- Eckhart Tolle spirituális tanító
- Komáromi János Gábor (Karl Lujó)
- pár hétig Sylvester Stallone[53]

### Civil szervezetek, menhelyek
- Menhely Alapítvány
- Menedékház Alapítvány
- Hajléktalanokért Közalapítvány
- Budapesti Módszertani Szociális Központ és Intézményei
- Utcáról Lakásba Egyesület
- Hajléktalanokat Segítő Szolgálat Győr
- "RÉS" Szociális és Kulturális Alapítvány
- Utcajogász
- MyBudapest Photo Project
- Food Not Bombs Budapest
- Van Esély Alapítvány

### Kiadványok
- Iványi Gábor: Hajléktalanok, mek.oszk.hu
- Galambos Ádám (szerk.): Hajléktalan?, digitális kiadvány, 2014. (Szerzők: Balla Zsófia, Bódis Kriszta, Böszörményi Gyula, Kamarás István, Kornis Mihály, Podmanicky Szilárd, Sárközi Mátyás, Valachi Anna)
- Breitner Péter, Gurály Zoltán, Győri Péter: Kérdések és válaszok a hajléktalanságról